# Un volo di colombe
Lonesome Dove (letteralmente Colomba solitaria) è un romanzo western dello scrittore americano Larry McMurtry, pubblicato nel 1985. È il primo capitolo (ma terzo cronologicamente) di una tetralogia di romanzi, la Lonesome Dove series, che ha per protagonisti membri della Texas Ranger Division dai tempi della Repubblica del Texas agli albori del XX secolo, conclusa nel 1997.
Descritto come "il grande romanzo western" dal New York Times, l'opera fu accolta entusiasticamente dalla critica fin dal momento della sua pubblicazione e fu premiato col Pulitzer per la narrativa. Fu adattato nella miniserie televisiva omonima del 1989.

## Trama
Mentre l'età d'oro del West volge al termine, un gruppo di Texas Ranger in pensione parte dal Texas per spostare una mandria fino al Montana.

## Adattamenti
Il romanzo fu adattato nella prima stagione di Colomba solitaria, trasmesso negli Stati Uniti dalla CBS nel 1989 e poi in Italia su Rai 1 nel 1991.

## Edizioni italiane
- Un volo di colombe, traduzione di Roberta Rambelli, Collana Omnibus, Milano, Mondadori, 1986, ISBN 978-88-042-9140-4.
- Lonesome Dove, traduzione di Margherita Emo, Collana Supercoralli, Torino, Einaudi, 2017, ISBN 978-88-062-2974-0. - Collana ET Scrittori, Einaudi, 2019, ISBN 978-88-062-4257-2.